# Voleibol de praia nos Jogos da Francofonia
O vôlei de praia é um dos esportes no programa esportivo dos Jogos da Francofonia desde 2001, retirado do programa da edição 2005 e retornou na edição 2009

## Quadro de medalhas

### Masculino
| Ordem | País             | Medalha de ouro | Medalha de prata | Medalha de bronze | Total |
| ----- | ---------------- | --------------- | ---------------- | ----------------- | ----- |
| 1     | Canadá           | 2               | 1                | 0                 | 3     |
| 2     | Suíça            | 0               | 1                | 0                 | 1     |
| 3     | França           | 0               | 0                | 1                 | 1     |
| 3     | Predefinição:CQC | 0               | 0                | 1                 | 1     |

### Feminino
| Ordem | País             | Medalha de ouro | Medalha de prata | Medalha de bronze | Total |
| ----- | ---------------- | --------------- | ---------------- | ----------------- | ----- |
| 1     | Canadá           | 1               | 0                | 1                 | 2     |
| 2     | França           | 1               | 0                | 0                 | 1     |
| 3     | Suíça            | 0               | 1                | 1                 | 2     |
| 4     | Predefinição:CQC | 0               | 1                | 0                 | 1     |

### Geral
| Ordem | País             | Medalha de ouro | Medalha de prata | Medalha de bronze | Total |
| ----- | ---------------- | --------------- | ---------------- | ----------------- | ----- |
| 1     | Canadá           | 3               | 1                | 1                 | 5     |
| 2     | França           | 1               | 0                | 1                 | 2     |
| 3     | Suíça            | 0               | 2                | 1                 | 3     |
| 4     | Predefinição:CQC | 0               | 1                | 1                 | 2     |